# Noélia
A Noélia a Noé férfi név női megfelelője. Névnapját lehet ünnepelni Szent Natália Konstantinápolyba vonulása napján, vagyis július 27-én, de december 25-én is. Jelentése: aki karácsonykor született.